# Bouzov
Bouzov är en ort i Tjeckien.   Den ligger i regionen Olomouc, i den östra delen av landet, 180 km öster om huvudstaden Prag. Bouzov ligger 384 meter över havet och antalet invånare är 1 490.
Terrängen runt Bouzov är kuperad åt nordväst, men åt sydost är den platt. Runt Bouzov är det ganska tätbefolkat, med 54 invånare per kvadratkilometer. Närmaste större samhälle är Mohelnice, 8,3 km norr om Bouzov. I omgivningarna runt Bouzov växer i huvudsak blandskog.